# Наталі Ґрант
Наталі Ґрант (21 грудня 1971, Сіетл, штат Вашингтон ) — американська співачка християнської музики.

## Кар'єра
Наталі Ґрант розпочала свою співочу кар'єру в госпел-гурті Truth у штаті Алабама. Вона розпочала сольну кар'єру в Нешвіллі в середині 1990-х років. Її дебютний альбом, названий на її честь, був випущений на лейблі Benson Records в 1999 році. Потім вона перейшла до Pamplin Music, де через два роки вийшов альбом Stronger. Коли лейбл припинив свою діяльність, її придбали Curb Records. Але лише з п'ятим альбомом Awaken прийшов перший великий успіх. У 2005 році вона посіла третє місце в рейтингу «Найкращі християнські альбоми», а також увійшла в офіційний чарт альбомів і протрималася там протягом трьох місяців. Вона отримала за цей альбом золоту платівку. Дві пісні з альбому, Held і What Are You Waiting For, увійшли до топ-10 чарту Christian Songs. Наприкінці року вона також випустила різдвяний альбом Believe з п'ятьма різдвяними хітами. Після цього вона була названа співачкою року на церемонії вручення нагород GMA Dove Award.
З альбомами Relentless і Love Revolution вона змогла ще більше збільшити свій успіх у 2008 і 2010 роках відповідно. Вона також захищала свій титул співачки року на Dove Awards до 2009 року. У 2011 році вона записала пісню Alive для збірки Music Inspired by the Story. Виступ також приніс їй першу номінацію на Греммі та п’яту нагороду Dove Award. Через два роки пісня Hurricane у її виконанні вперше зайняла перше місце в хіт-параді «Християнські альбоми» та 20-ку найкращих альбомів у США. Альбом і заголовна композиція принесли їй ще три номінації на Греммі у 2014 та 2015 роках відповідно. Її дев'ятий студійний альбом Be One був випущений через два роки, і Ґрант знову очолила хіт-паради християнської музики. Пісня King of the World стала її восьмим у списку 10 найкращих християнських пісень. Пісня та альбом принесли їй п'яту та шосту номінації на Ґреммі.
Окрім музики, Наталі Ґрант також активно бореться з торгівлею людьми. Вона є співзасновницею організації Abolition International.

## Відзнаки
- Премія GMA Dove : вокалістка року 2006, 2007, 2008, 2009, 2012 [3]

## Вебпосилання
- Офіційний веб-сайт (англійською)
- Abolition International (Надія на справедливість)
- Наталі Ґрант на сайті AllMusic (англ.)